# Erich Niedmann
Erich Niedmann (* 26. Mai 1868 in München; † 5. Januar 1905 in Kochel am See) war ein deutscher Maler.

## Leben
Hermann Friedrich Erich Niedmann, geboren als zweiter Sohn des in München niedergelassenen Malers August Niedmann (1826–1910) und dessen Ehefrau Wilhelmine, geborene Michlenhoff, wuchs in München auf und besuchte hier von 1878 bis 1883 das Maximiliansgymnasium München. Mit dem 15. Oktober 1884 ist sein Eintritt in die Antikenklasse der Münchner Kunstakademie dokumentiert, an der er sich zum Maler in meist landschaftlicher Umgebung angesiedelter figürlicher Szenen ausbildete. 1894 übersiedelte er nach Kochel am See, und ließ sich im heutigen Gemeindeteil Ried nieder. In Kochel ist er im Alter von nur 36 Jahren verstorben.

## Werk
Seit 1892 beschickte Niedmann mit seinen Arbeiten die Münchner Jahresausstellungen im Glaspalast, darunter die Ölgemälde Ruhe auf der Flucht und Bube mit Hunden (1893), Singende Kinder (1895), Waldweg (1896), die Pastelle Am Hügel, Entenschirm und Ein Dorf (1898), die Temperagemälde Weide und Abendläuten (1899) sowie zwei weitere Bilder Am Wechsel (1901) und Abend (1902). Sein Selbstbildnis als Jäger erwarb der Förderverein Galerie Markt Bruckmühl.